# А що як...? (телесеріал)
«А що як…?» (англ. What If...?) — американський анімаційний серіал, створений для сервісу потокового мовлення Disney+ і оснований на однойменній серії коміксів Marvel. Четвертий за рахунком телесеріал четвертої фази Кіновсесвіту Marvel. Кожен з епізодів розкриває, що могло статися, якби ключові події фільмів кіновсесвіту відбулися інакше. Анімаційний серіал розробляється Marvel Studios, що робить «А що як…?» першою анімаційною роботою студії. Режисером виступив Браян Ендрюс, а сценаристкою і шоуранеркою — Ешлі С. Бредлі.
Анімаційний серіал був офіційно анонсований у квітні 2019 року. Джеффрі Райт озвучує Спостерігача — оповідача подій. Також багато акторів фільмів кіновсесвіту озвучать своїх персонажів.
Прем'єра першого сезону відбулася 11 серпня 2021 року і складає 9 серій. Другий 9-серійний сезон розпочався 22 грудня 2023 року, а третій — 22 грудня 2024.

## Синопсис
Після створення мультивсесвіту Сільві Лафейдоттір в фіналі першого сезону «Локі», «А що як…?» демонструє різні лінії в часоряді, у яких основні моменти з фільмів Кіносесвіту Marvel відбуваються по-іншому.

## У ролях

### Головні персонажі
- Джеффрі Райт — Уату / Спостерігач: член позаземної раси спостерігачів, який спостерігає за мультивсесвітом і час від часу втручається в його події[2]. Головна сценаристка Ешлі С. Бредлі казала, що Спостерігач «вищий за все», і порівняла персонажа з глядачем, який переглядає відео про «Піцового щура» (Pizza Rat, інтернет-мем), заявивши, що він «хлопець, який спостерігає, як щур перетягує шматочок піци по сходинках. У нього нема інтересу подружитися зі щуром, жити серед щурів або займатися щурячими справами. Він просто каже: „Чоловіче, це чудово. Подивіться на малюка — що коїться“! Це стосунки Спостерігача з людством»[3]. Бредлі сказала, що Райт був обраний на цю роль, оскільки його голос поєднує силу, харизму та авторитет із «теплою особистістю»[4].

### Другорядні персонажі
- Гейлі Етвел — Капітан Марґарет Картер[5][6]
- Семюел Лірой Джексон — Нік Ф'юрі[5]
- Домінік Купер — Говард Старк[5]
- Джеремі Реннер — Клінт Бартон[5]
- Стенлі Туччі — доктор Ерскін
- Ніл Макдонаф — Дум-Дум Дуґан[5]
- Себастіан Стен — Джеймс (Бакі) Барнс[5]
- Тобі Джонс — Арнім Зола[5]
- Бредлі Вітфорд — Джон Флінн
- Росс Маркванд — Йоганн Шмідт / Червоний череп, Альтрон та сторожові Альтрона
- Даррелл Гаммонд — Нацистський генерал
- Джош Кітон — Худий Стів Роджерс / Трощила Гідри та Стів Роджерс / Капітан Америка
- Чедвік Боузман — Т'Чалла[5] / Зоряний лицар[7] / Чорна пантера
- Карен Ґіллан — Небула[5]
- Майкл Рукер — Йонду Удонта[5]
- Джимон Гонсу — Корат Переслідувач[5]
- Джош Бролін — Танос[5]
- Бенісіо дель Торо — Танелір Тіван / Колекціонер
- Офелія Ловібонд — Каріна
- Курт Рассел — Еґо
- Шон Ґанн — Краґлін[5]
- Кріс Салліван — Рилошквар
- Сет Грін — Качка Говард
- Данай Гуріра — Окоє
- Брайан Т. Делані — Пітер Квілл
- Фред Татасьоре — Дрекс, Корвус Ґлейв і Вольстаґґ
- Керрі Кун — Проксіма Міднайт
- Том Вон-Лолор — Ебоні Мо
- Джон Кані — Т'чака
- Майкл Дуґлас — Генк Пім / Жовтий жакет[5]
- Стефані Паніселло — Бетті Росс
- Майкл Патрік МакҐілл — Таддеус Росс
- Олександра Деніелс — Керол Денверс / Капітан Марвел
- Мік Вінґерт — Тоні Старк / Залізна людина
- Марк Раффало — Брюс Беннер / Галк[5]
- Лейк Белл — Наташа Романова / Чорна вдова
- Кларк Грегг — Філ Колсон
- Джеймі Александер — Леді Сіф
- Френк Ґрілло — Брок Раамлов
- Том Гіддлстон — Локі[5]
- Бенедикт Камбербетч — Доктор Стрендж / Верховний Доктор Стрендж
- Рейчел Мак-Адамс — Крістін Палмер
- Бенедикт Вонґ — Вонґ
- Тільда Свінтон — Прадавня
- Леслі Бібб — Крістін Евергарт
- Пол Беттані — Віжен / Д.Ж.А.Р.В.І.С.
- Гадсон Темс — Пітер Паркер / Людина-павук
- Джон Фавро — Геппі Гоґан
- Девід Дастмалчян — Курт
- Еванджелін Ліллі — Гоуп ван Дайн / Оса
- Пол Радд — Скот Ленґ / Людина-мураха[5]
- Емілі Ван Кемп — Шерон Картер
- Майкл Б. Джордан — Ерік Кіллмонґер/Н'Джадака / Ерік "Кіллмонґер" Стівенс[5]
- Кіфф Ванден Гевел — Обадая Стейн
- Дон Чідл — Джеймс Роуді Роудс
- Анджела Бассетт — Рамонда
- Енді Серкіс — Улісс Кло
- Бет Гойт — Вірджинія «Пеппер» Паттс
- Озіома Акага — Шурі
- Кріс Гемсворт — Тор[5]
- Наталі Портман — Джейн Фостер[5]
- Жозетт Ілс — Фріґґа
- Кет Деннінгс — Дарсі Льюїс
- Джефф Голдблюм — Ґрандмастер[5]
- Кобі Смолдерс — Марія Гілл
- Рейчел Гаус — Топаз
- Девід Чен — Гоґун
- Макс Міттелман — Фандрал
- Кленсі Браун — Суртур
- Тайка Вайтіті — Корґ[5]
- Жорж Сен-П'єр — Жорж Батрок
- Синтія Кей Маквільямс — Ґамора

## Епізоди

### Перший сезон
| № серії | Назва серії | Режисер(и)   | Сценарист(и)                  | Оригінальна дата виходу |
| --- | --- | ------------ | ----------------------------- | ----------------------- |
| 1 | «А що як... Капітан Картер була б першою месницею?» «What If… Captain Carter Were The First Avenger?»                           | Браян Ендрюс | Ешлі С. Бредлі                | 11 серпня 2021          |
| Під час Другої світової війни Стів Роджерс спочатку був обраний першим учасником для проєкту суперсолдата, однак шпигун «Гідри» втручається в експеримент і ранить Роджерса. У результаті Пеґґі Картер добровільно погоджується на введення сироватки і стає «Капітаном Картер». Пеґґі захоплює Тесеракт у Гідри, а Говард Старк використовує куб для створення броні «Трощили» Стіва, який стає бойовим товаришем Пеґґі. Коли його друг Бакі Барнс потрапляє в полон до «Гідри», Роджерс просить Пеґґі врятувати його. Під час місії «Гідра» влаштовує пастку і захоплює Стіва з бронею в полон. Картер і її бойові товариші, серед яких є Говард Старк, проникають на базу «Гідри». Там Червоний Череп, використовуючи Тесеракт, проводить через портал монстра задля повалення Третього рейху та власного панування над світом. Визволений Стів рятує бійців, крім Картер, яка лишається на базі, щоб змусити істоту повернутися в її вимір. 70 років по тому портал знову відкривається, Пеґґі виходить з нього в 2012 році і знайомиться з Ніком Ф'юрі і Клінтом Бартоном. | |              |                               |                         |
| 2 | «А що як... Т'Чалла став би Зоряним Лицарем?» «What If... T'Challa Became a Star-Lord?»                                         | Браян Ендрюс | Метью Шонсі                   | 18 серпня 2021          |
| У 1988 році Еґо послав на Землю «Спустошувачів», щоб забрати свого сина Пітера Квілла. Але ті помилково викрали малого Т'Чалу з Ваканди, що з цікавости покинув домівку. Через 20 років Т'Чала став відомим міжгалактичним найманцем Зоряним Лордом, а лідер «Спустошувачів» Йонду Удонта переконав його у загибелі Ваканди під час однієї з воєн. Небула наймає «Спустошувачів» викрасти в Колекціонера (Танеліра Тівана) «попіл буття» — космічний артефакт, здатний зробити родючими мільйони планет (Танос, який в цьому світі товариш Зоряного Лорда, визнає, що цей план кращий за його задум зі знищенням половини населення всесвіту). У штаб-квартирі Колекціонера йому пропонують купити Камінь Сили, тим часом Т'Чала шукає «попіл буття», але знаходить зореліт Ваканди, посланий його батьком на пошуки сина. Т'Чала розуміє, що Йонду обманув його, але тут Зоряного Лорда схоплюють разом з товаришами. Небула вдає, що зраджує «Спустошувачів», а потім визволяє їх і викрадає «попіл буття». Колекціонер робить з Зоряного Лорда ще один свій експонат. Однак, слова Т'Чали спонукають рабиню Тівана, Каріну, випустити Т'Чалу. Зоряний Лорд пробачає Йонду брехню і вони перемагають Колекціонера. Долю Тівана вони віддають в руки Каріни, яка звільняє його в'язнів і вони оточують Колекціонера. Т'Чала з Йонду відлітають на зорельоті Ваканди. Небула тим часом прикриває відступ і кидає кілька крупинок «попелу буття», що покриває штаб-квартиру Колекціонера рослинністю. Т'Чала вирішує повернутися додому, де батько гостинно приймає його разом з товаришами. В іншому місці Еґо все ж знаходить Квілла, який працює прибиральником.                                         | |              |                               |                         |
| 3 | «А що як... світ втратив би своїх наймогутніших героїв?» «What If... the World Lost Its Mightiest Heroes?»                      | Браян Ендрюс | Ешлі С. Бредлі та Метью Чонсі | 25 серпня 2021          |
| Упродовж тижня керівник проєкту «Щит» Нік Ф'юрі намагається завербувати супергероїв до команди «Месників». Але всі кандидати таємниче гинуть: ін'єкція, яку Наташа Романова вводить Тоні Старку, виявляється смертельною; Клінт Бартон (Соколине Око) випадково стріляє в щойно прибулого на Землю Тора; Бартона заарештовують і він гине у в'язниці; Брюс Беннер/Галк втрачає контроль над своєю трансформацією та вибухає. Наташа Романова береться розшукати вбивцю та знаходить дивну деталь в архівних документах. Але невідомий ворог наздоганяє її та вбиває, Наташа встигає передати Ніку лише слова «це Гоуп». На Землю прибуває Локі з армією асгардійців, щоб помститися за Тора. Нік Ф'юрі приймає його умову — знайти вбивцю за добу, інакше Локі знищить Землю. Ф'юрі відвідує могилу Гоуп — дочки Генка Піма, котра загинула на службі в «Щита». Пім з'являється, щоб убити Ф'юрі та розповідає як убив супергероїв, користуючись своєю технологією зменшення. Між ними починається двобій, але Ф'юрі виявляється ілюзією, створеною Локі. Знайшовши вбивцю брата, Локі вирішує залишитися на Землі та правити планетою. Вже наступного дня він оголошує її своїми володіннями, а людей — своїми рабами. Ф'юрі починає збір іншої команди супергероїв. Він знаходить замороженого Стіва Роджерса (Капітана Америку) і викликає на Землю Керол Денверс (Капітана Марвел). | |              |                               |                         |
| 4 | «А що як... Доктор Стрендж втратив би своє серце замість рук?» «What If... Doctor Strange Lost His Heart Instead of His Hands?» | Браян Ендрюс | Ешлі С. Бредлі                | 1 вересня 2021          |
| Після того, як Стівен Стрендж втрачає свою дівчину Крістін Палмер, він шукає спосіб повернути її, вивчаючи магію. Користуючись амулетом Око Аґамото, він багато разів повертається в минуле, щоб врятувати Крістін, але вона все одно гине за різних обставин. Прадавня пояснює Стренджу, що смерть Крістін — це «абсолютна точка» історії, яку неможливо змінити, інакше світ буде поглинений Темним виміром. Адже не втративши Крістін, Стівен не став би чаклуном і не врятував би світ від Дормамму. Проте Стрендж не вірить їй і шукає таємну бібліотеку, щоб отримати там знання як змінити історію. Тоді Прадавня розділяє його на дві особистості: одна живе так, як і звичайно, а інша знаходить таємне знання, ставши Верховним Стренджем. Той проводить у бібліотеці багато років, викликаючи різних істот і поглинаючи їхню силу. Поступово він переймає риси своїх жертв, перетворюючись на чудовисько. Врешті Верховний Стрендж розуміє, що йому не вистачить сили, якщо тільки не поглинути свого двійника. Він знаходить звичайного Стренджа і в результаті тривалого бою все ж перемагає. Верховний Стрендж нарешті вирушає в минуле й таки рятує Крістін. Але вона жахається того, на що перетворився Стівен. Через втручання в історію світ поглинає Темний вимір, Крістін розчиняється в темряві. Стрендж звертається до Спостерігача, прохаючи виправити його помилку, але той відповідає, що це не в його силах. Стрендж лишається на самоті посеред порожнечі. | |              |                               |                         |
| 5 | «А що як... Зомбі?!» «What If... Zombies?!»                                                                                     | Браян Ендрюс | Метью Шонсі                   | 8 вересня 2021          |
| Шукаючи Джанет ван Дайн у квантовому вимірі, Генк Пім дізнається, що вона заражена вірусом, який перетворив її на зомбі. Вона заражає Піма перед тим, як обидва повертаються до його лабораторії, поширюючи вірус по Сполучених Штатах. Через кілька тижнів група вцілілих у складі Брюса Беннера, Гоуп ван Дайн, Пітера Паркер, Бакі Барнса, Окоє, Шерон Картер, Гепі Гоґана та Курта, дізнаються про існування табору для тих, хто має прогрес у лікуванні. По дорозі на них нападають зомбі, і вони втрачають і Гоґана, і Картер. Гоуп також заражена і жертвує собою, дозволяючи групі дістатися до табору. Там вони виявляють, що Віжен заманював уцілілих до табору, включаючи обезголовленого Скотта Ленґа та одноногого Т'Чаллу, пропонуючи їх зараженій Ванді Максимовій. Ванда виривається, впускаючи до табору величезну орду зомбі. Барнс, Курт та Окоє гинуть, а Віжен жертвує собою, передавши Камінь Розуму Паркеру, виявляючи, що енергія Каменя Розуму може вилікувати вірус зомбі. Банер перетворюється на Галка і бореться з Вандою, дозволяючи іншим втекти. Паркер, Ленґ і Т'Чалла прямують до Ваканди, щоб поширити енергію Каменя Розуму по всій планеті, тоді як Ваканду облягає інша орда на чолі з зомбізованим Таносом. | |              |                               |                         |
| 6 | «А що як... Кіллмонґер врятував би Тоні Старка?» «What If... Killmonger Rescued Tony Stark?»                                    | Браян Ендрюс | Метью Шонсі                   | 15 вересня 2021         |
| В Афганістані військовий конвой Тоні Старка потрапляє у засідку «Десяти кілець», але його рятує Ерік «Кіллмонґер» Стівенс. Повернувшись до «Stark Industries» разом зі Старком, Кіллмонґер прилюдно розкриває причетність Обадії Стейна до засідки, за що Тоні робить Кіллмонґера начальником безпеки. Старк допомагає своєму рятівнику побудувати гуманоїдний бойовий безпілотник, але для цього потрібен вібраній. В пошуках цього металу вони домовляються про те, що Джеймс Роудс придбає його в Улісса Кло. За вказівкою Кіллмонґера, Кло передає інформацію про угоду Ваканді, щоб заманити Т'Чаллу в пастку. Кіллмонґер вбиває Т'Чаллу і Роудса і підставляє Роудса, винуватячи його у смерті Т'Чалли. Старк розуміє, що Кіллмонґер зрадник і протистоїть йому, але той убиває Старка та інсценізує вбивство як атаку Ваканди. Потім він, під час подорожі до Ваканди для переговорів, убиває Кло і возз'єднується зі своєю відчуженою родиною. Король Ваканди приймає Кіллмонґера та доручає йому захистити батьківщину від США. Тадеус Росс посилає зібрану армію дронів атакувати Ваканду у помсту за вбивства Роудса та Старка, але Кіллмонґер очолює ваканданів. Спершу він позбавляє дронів контролю, а потім вмикає, щоб показово знищити. Король Ваканди віддячує йому, давши випити сік Серцеподібної трави, що робить його новою Чорною пантерою. Дух Т'Чалли дорікає Кіллмонґеру за його гонитву до влади, але той переконаний, що скористається владою краще. Поки Сполучені Штати готуються знищити Ваканду, сестра Т'Чалли Шурі відвідує Пеппер Поттс і повідомляє її про обмани Кіллмонґера, перш ніж запропонувати їй співпрацю, аби викрити правду.                                | |              |                               |                         |
| 7 | «А що як... Тор був би єдиною дитиною?» «What If... Thor Were an Only Child?»                                                   | Браян Ендрюс | Ешлі С. Бредлі                | 22 вересня 2021         |
| Перемігши в битві з Льодяними велетами, Одін знаходить покинуте немовля Локі і повертає його батькові Лафею замість лишити в себе. Роками пізніше син Одіна Тор став буйним принцем, який любить вечірки. Поки Одін впадає в Сон Одіна, а Фріґґа вирушає на свято з подругами, Тор вирушає в Мідґард, щоб провести величезну вечірку, запрошуючи прибульців з усієї галактики. Матері ж він каже, що буде вчитися вдома. Його прибуття привертає увагу Джейн Фостер і Дарсі Льюїс, які в підсумку приєднуються до вечірки. Тор і Фостер зближуються. Виконуюча обов’язки директорка Щ.И.Т.а Марія Гілл, бажаючи покінчити з руйнуваннями, викликаними витівками Тора, викликає Керол Денверс на Землю. Денверс протистоїть Тору, але зрештою зазнає поразки. Льюїс пропонує Денверс битися з Тором у менш населених районах, де вона може безпечно використати всю свою силу. Щоб уникнути руйнування, Фостер зв'язується з Фріґґою за допомогою Геймдалля. Гілл готує ядерний удар по Тору, а Денверс і Тор знову починають бій. Фріґґа втручається в їхнє протистояння та повідомляє про своє неминуче прибуття згодом. Перелякані, Тор та прибульці-гульвіси прибирають безлад. Коли Фріґґа прибуває, Тор зображає нібито вивчає земні культури. Фостер пропонує Тору запросити її на побачення, однак раптом з'являється армія дронів на чолі з Альтроном у Віженовому тілі, який володіє всіма шістьма Каменями Нескінченности. | |              |                               |                         |
| 8 | «А що як... Альтрон переміг би?» «What If… Ultron Won?»                                                                         | Браян Ендрюс | Метью Шонсі                   | 29 вересня 2021         |
| Альтрон, захопивши вібранієве тіло та Камінь Розуму, переміг Месників і розпочав глобальний ядерний геноцид. Танос з'являється на Землі, щоб зібрати Рукавицю Нескінченности, але Альтрон миттєво вбиває його і бере його п'ять Каменів Нескінченности, таким чином отримуючи контроль над усіма шістьма. Він використовує їх, щоб створити величезну армію дронів, якою починає знищувати планети. Керол Денверс бореться з Альтроном на Ксандарі, але він вбиває і її. Знищивши майже все життя в усесвіті, Альтрон відчуває тишу, а за нею — присутність Спостерігача. Альтрон розуміє, що є інші реальності, куди він бажає принести «мир». На покинутій Альтроном Землі Клінт Бартон та Наташа Романова борються проти дронів. Вони знаходять копію свідомости Арніма Золи на базі «Гідри» в Сибіру та намагаються завантажити його у свідомість Альтрона, щоб знищити його. Бартон жертвує собою, щоб дозволити Романовій і Золу, який зараз знаходяться в тілі дрона Альтрона, втекти. Завантаження не вдається, оскільки основного тіла Альтрона більше немає у їхньому всесвіті: Альтрон виявив існування мультивсесвіту і атакує Спостерігача. Вони борються, проносячись крізь численні реальності, поки Альтрон не перемагає. Спостерігач тікає і неохоче просить у Верховного Стренджа допомоги. Тим часом Альтрон лишається між всесвітами та каже, що його ніхто не спинить. | |              |                               |                         |
| 9 | «А що як... Спостерігач порушив би свою присягу?» «What If... the Watcher Broke His Oath?»                                      | Браян Ендрюс | Ешлі С. Бредлі                | 6 жовтня 2021           |
| Спостерігач витягує Капітана Картер, Зоряного Лицаря Т'Чаллу, Тора-гульвісу, Кіллмонґера та варіант Ґамори, яка вбила Таноса з її всесвіту, та разом із Верховним Стренджем створює команду, яка отримує назву Вартових Мультивсесвіту для битви з Альтроном. Після того, як Спостерігач відправляє команду в ненаселений світ, щоб вони могли підготуватися до битви, Тор випадково привертає увагу Альтрона. Починається битва, перш ніж Т'Чалла краде Камінь Душі в Альтрона, і команда втікає. Тим часом орду зомбі, включаючи зомбовану Ванду Максимову, Верховний Стрендж нацьковує на Альтрона, щоб затримати його. Прибувши до рідного всесвіту Альтрона, вони намагаються використати Камінь Душі для живлення Дробарки Нескінченности Ґамори, але їх перериває Наташа Романова цього всесвіту. Альтрон знову знаходить їх, і відбувається напружена битва за Камінь Душі, поки Романова та Картер вистрілюють в Альтрона стрілою, що містить штучний інтелект Арніма Золи. Зола знищує Альтрона зсередини, а Кіллмонґер зраджує команду і намагається забрати Камені для себе. Зола, який зараз контролює тіло Альтрона, бореться з Кілмонґером за контроль над Каменями, поки обидва не заморожуються в кишеньковому вимірі Верховним Стренджем і Спостерігачем. Верховний Стрендж повертається у свій зруйнований усесвіт, щоб вічно охороняти Золу та Кіллмонґера. Потім Спостерігач повертає кожного Вартового Мультивсесвіту до їхніх усесвітів, за винятком Романової, яку він відправляє в усесвіт, де більшість Месників були вбиті, аби вона могла допомогти відновити мир на цій Землі. У сцені серед титрів Пеґґі Картер виявляє броню Трощили Гідри, всередині якої хтось міститься. | |              |                               |                         |

### Другий сезон
| № серії (загалом) | № серії (в сезоні) | Назва серії | Режисер(и)   | Сценарист(и)               | Оригінальна дата виходу |
| --- | ------------------ | --- | ------------ | -------------------------- | ----------------------- |
| 10 | 1                  | «А що як... Небула вступила б до корпусу «Нова»?» «What If... Nebula Joined the Nova Corps?»                                 | Стефан Френк | Метью Чонсі                | 22 грудня 2023          |
| Після успішного перевороту Ронана Обвинителя проти Таноса, Нова Прайм приймає Небулу до Корпусу «Нова». Ксандар замикають всередині силового щита, щоб захистити від нападу Ронана, в результаті планета опиняється у темряві. Небула виявляє тіло Йонду Удонти та отримує наказ від Нови Прайм провести розслідування. Вона дізнається, що Йонду знайшов коди для відкриття планетарного щита, і залучає солдата Крі Йон-Рогга проникнути в центральний комп'ютер Корпусу «Нова», щоб знищити коди. Йон-Рогг зраджує її, відкриваючи, що він і Нова Прайм планують віддати Ксандар Ронану. Небула переживає спробу стратити її та залучає на свій бік власника казино Говарда Качку та його підлеглих Ґрута та Корґа, щоб зупинити Нову Прайм. Щит тим часом відкривається, але Небула пояснює, що змінила програму. Коли зореліт Ронана наближається, щит знову змикається і знищує зореліт. Нова Прайм намагається втекти, але зрештою падає з висоти й розбивається. Щит знову відкривається, а Небула готується продовжувати захищати Ксандар. |                    | |              |                            |                         |
| 11 | 2                  | «А що як... Пітер Квілл атакував би наймогутніших героїв Землі?» «What If... Peter Quill Attacked Earth's Mightiest Heroes?» | Браян Ендрюс | Метью Чонсі                | 23 грудня 2023          |
| У 1988 році Спустошувачі забирають Пітера Квіла з Землі та передають його Его, як і планувалося. Его використовує хлопця, щоб поширити на інших планетах своє насіння. Через шість місяців, спустошивши кілька світів, Квілл повертається на Землю. У відповідь Пеґґі Картер і Говард Старк збирають команду, що складається з Білла Фостера, короля Ваканди Т'Чаки, Бакі Барнса, доктора Венді Лоусон і Генка Піма, який бере з собою свою дочку Гоуп ван Дайн. Потім прибуває Тор і за його допомоги Пітера ув'язнюють. Гоуп проте невдовзі звільняє Квіла, який їде додому в Міссурі. Тоді Его надсилає на Землю свого аватара. Поки Т'Чака, Фостер і Тор допомагають силам Картера стримати Его, Пім і Лоусон стикаються з Квіллом, який відвідує могилу його матері, і Пім переконує його виступити проти свого батька. Барнс готується застрелити Квіла, але спиняється, коли Старк нагадає йому про його найкращого друга Стіва Роджерса. У той момент, коли Его перемагає героїв і намагається відібрати своє насіння, прибувають Пім і Квілл. Хлопець використовує насіння, щоб знищити аватара Его. Команда, без Барнса, святкує свою перемогу перед тим, як вирушити протистояти планетарній формі Его. |                    | |              |                            |                         |
| 12 | 3                  | «А що як... Геппі Гоґан урятував би Різдво?» «What If... Happy Hogan Saved Christmas?»                                       | Браян Ендрюс | А. С. Бредлі & Метью Чонсі | 24 грудня 2023          |
| Спостерігач розповідає свою улюблену різдвяну історію в мультивсесвіті. Напередодні Різдва Геппі Гоґану доручають наглядати за безпекою у Вежі Месників під час щорічної святкової вечірки. В той час Джастін Гаммер і його поплічники Сергій і Расті тікають з в'язниці, щоб викрасти кров Галка. Для цього вони захоплюють контроль над охоронними дронами. Намагаючись врятувати зразок крові, Гоґан випадково вколює її собі та поступово перетворюється на фіолетового монстра, схожого на Галка, хоча йому вдається зберегти свій інтелект. Оскільки Месники зайняті різдвяними вечірками, а Джарвіс вимкнений на обслуговування, Гоґан зв’язується з Дарсі Льюїсом, якому доручено перезавантажити систему Вежі. У той момент, коли Гаммер, Сергій і Расті взяли Льюїса та Марію Гілл у заручники, їм протистоїть повністю трансформований Гоґан, який змушує Сергія та Расті тікати та знищує захоплених дронів. Гаммер бере під контроль броню Галкбастера, але Гоґан перемагає його ще до прибуття Месників. Коли Гаммера беруть під варту, на вечірку прибуває Тор і дивується, що він пропустив. |                    | |              |                            |                         |
| 13 | 4                  | «А що як... Залізна Людина зіткнулася б із Гросмейстером?» «What If... Iron Man Crashed Into the Grandmaster?»               | Браян Ендрюс | А. С. Бредлі               | 25 грудня 2023          |
| Під час нападу Чітаурі на Нью-Йорк Тоні Старк перенаправляє ракету до порталу та знищує головний корабель ворогів, але портал закривається і Тоні не встигає повернутись додому. Після короткої космічної подорожі Залізна людина падає на планету Сакаар, прямо до палацу Гросмейстера. Гросмейстер «запрошує» Старка подивитись автоперегони, присвячені до його дня народження. Старк намагається втекти, але його костюм виходить з ладу, і на нього нападає Ґамора. Тоні потрапляє у полон разом з Ґаморою і Коргом. Тоні разом з Коргом тікають з полону. Старк використовує інопланетні технології, щоб покращити свій костюм, і викликає Гросмейстера на перегони за місце правителя Сакаара. Тоні перемагає Гросмейстера за допомогою Ґамори, Корга і Валькірії. |                    | |              |                            |                         |
| 14 | 5                  | «А що як... Капітан Картер перемогла б Трощилу Гідри?» «What If... Captain Carter Fought the Hydra Stomper?»                 | Браян Ендрюс | А. С. Бредлі               | 26 грудня 2023          |
| На кораблі, захопленому піратами, Капітан Картер і Наташа Романова знаходять контейнер, в якому стоїть Трощила Гідри. Всередині костюма знаходиться Стів Роджерс, якого вважали загиблим під час виконання завдання в Аргентині. Стів, свідомість якого контролює Червона кімната, нападає на Картер і Романову і тікає з корабля. Трощила Гідри атакує штаб-квартиру Щ.И.Т. і намагається вбити Бакі Барнса, який став державним секретарем США. Пеґґі Картер б'ється зі Стівом і захоплює його у полон. Картер і Романова «перезавантажують» свідомість Стіва, і утрьох вони вирушають до Червоної кімнати. Вони прибувають до колишньої військової бази КДБ у Соковії. На території бази побудована імітація американського містечка, яке населене роботами. Виявляється, що свідомість Стіва досі знаходиться під контролем Червоної кімнати, і що це була пастка для Капітана Картер. Після бійки з Картер Стів приходить до тями і знищує Червону кімнату, жертвуючи при цьому своїм життям. |                    | |              |                            |                         |
| 15 | 6                  | «А що як... Кагорі перебудувала б світ?» «What If... Kahhori Reshaped the World?»                                            | Браян Ендрюс | Раян Літл                  | 27 грудня 2023          |
| Суртур знищує Асґард, і Тесеракт падає на Землю, до Північної Америки. Тікаючи від конкістадорів, які знищили її селище, молода індіанка Кагорі падає до озера, на дні якого знаходиться портал, утворений уламками Тесеракту. Завдяки енергії Тесеракту індіанці, які раніше потрапили до порталу, не старішають, а також мають надприродні здібності. Кагорі швидко опановує силу Тесеракту і повертається, щоб дати відсіч конкістадорам і звільнити людей свого племені. Здобувши перемогу, Кагорі прибуває до двору королеви Іспанії, щоб примусити її до миру. |                    | |              |                            |                         |
| 16 | 7                  | «А що як... Гела знайшла б Десять кілець?» «What If... Hela Found the Ten Rings?»                                            | Браян Ендрюс | Метью Чонсі                | 28 грудня 2023          |
| Одін позбавляє Гелу сили та відправляє її у заслання на Землю. Гела та корона, що містить її силу, потрапляють до Китаю. Сюй Венву, володар Десяти кілець, пропонує Гелі союз. Гела, в свою чергу, намагається вкрасти кільця, але зазнає невдачі. Тікаючи з міста, Гела натрапляє на хуньдуня, який показує їй дорогу до бамбукового лісу, за яким знаходиться чарівне селище Та Ло. Мешканці селища навчають Гелу медитації і містичним практикам. Гела усвідомлює, що її життям завжди керував батько. Одін вторгається до Китаю, щоб заволодіти Десятьма кільцями. Гела приходить на допомогу Сюй Венву, і удвох вони перемагають Одіна. Завдяки особистісному зростанню Гела відновлює свою силу і присягається звільнити дев'ять царств Асґарду. В майбутньому союз, побудований Гелою і Сюй Венву, протистоїть Таносу. |                    | |              |                            |                         |
| 17 | 8                  | «А що як... Месники зібралися б у 1602?» «What If... the Avengers Assembled in 1602?»                                        | Браян Ендрюс | А. С. Бредлі and Раян Літл | 29 грудня 2023          |
| 1602 рік. Під час театральної вистави Локі в образі Вільяма Шекспіра у небі з'являється тріщина, до якої затягує королеву Гелу. Капітан Картер намагається врятувати її, але зазнає невдачі. У цьому Всесвіті XVII століття злилося з XXI-м, через що Всесвіт знаходиться під загрозою знищення. Багряна відьма викликала Картер, щоб спробувати врятувати цю реальність. Тор, король Англії, вважає, що Картер винна у загибелі Гели, і наказує схопити її. Картер тікає і звертається за допомогою до Тоні Старка. Вони планують вкрасти у Тора палицю що містить один з Каменів Нескінченности. Допомогти їм мають Стів Роджерс, Бакі Барнс і Скот Ленг, які в цьому Всесвіті відіграють ролі Робіна Гуда та лісових розбійників. На їх селище у Шервудському лісі нападає загін солдатів короля на чолі з Геппі Гоґаном. Солдати одягнені у костюми «Жовте жало», які дозволяють їм зменшуватися. Картер здається у полон, щоб визволити з тюрми Брюса Беннера. Наступного дня команда Картер у запеклій боротьбі здобуває палицю Тора і використовує технологію Старка, щоб встановити особу прибульця з майбутнього. Ним виявляється Стів Роджерс. Під час битви з Таносом Стів випадково активував Камінь Часу і був перенесений у минуле. Роджерс використовує Камінь Нескінченности з палиці, щоб відновити цілісність потоку часу.                                                   |                    | |              |                            |                         |
| 18 | 9                  | «А що як... втрутився би Верховний Стрендж?» «What If... Strange Supreme Intervened?»                                        | Браян Ендрюс | Метью Чонсі                | 30 грудня 2023          |
| Капітан Картер лишається закинута у 1602 році, але їй на допомогу приходить Верховний Стрендж. Стрендж каже, що оберігає Мультивсесвіт, захоплюючи у полон істот неймовірної сили, які хочуть знищити свої рідні Всесвіти. Стрендж просить Картер допомогти йому спіймати одну з цих істот, якій вдалось втекти від нього. Він відправляє Картер до світу, в якому Гідра виграла Другу світову війну за допомогою енергії Тесеракту. Картер вступає у короткий бій з Кагорі. Виявляється, що Верховний Стрендж полонить могутніх істот, щоб відродити свій власний Всесвіт, який він знищив. Пеґґі не може зупинити Стренджа власними силами, тому вона вирішує звільнити могутніх героїв і лиходіїв, яких Стрендж тримає у полоні. Настає хаос, де всі б'ються проти всіх. Картер і Кагорі долають зомбі-Багряну відьму, відбирають у Кілмонґера обладунки з Каменями Нескінченности, і б'ються проти Верховного Стренджа. Стрендж встигає скинути декількох істот до кузні, яка має відновити його Всесвіт. Але перед загибеллю ті віддають свої артефакти сили Пеґґі та Кагорі. Картер вдається перемогти і скинути Стренджа до кузні. Його оригінальний Всесвіт відроджується разом з Крістін Палмер, але без Стівена Стренджа. Спостерігач відправляє Кагорі до рідного Всесвіту і показує Картер Мультивсесвіт у вигляді дерева Іґґдрасіль, яким ми бачили його у фіналі серіалу «Локі». |                    | |              |                            |                         |

### Третій сезон
| № серії | Назва серії | Режисер(и)                  | Сценарист(и)                            | Оригінальна дата виходу |
| --- | --- | --------------------------- | --------------------------------------- | ----------------------- |
| 1 | «А що як... Галк боровся б проти мехів Месників?» «What If... the Hulk Fought the Mech Avengers?»                     | Стефан Франк                | A. C. Бредлі та Браян Ендрюс            | 22 грудня 2024          |
| Намагаючись раз і назавжди позбутися свого альтерего Галка, Брюс Беннер приймає велику дозу гамма-випромінювання. Результат виходить протилежний — Галк перетворюється на величезного монстра «Апекса», що створює армію своїх менших копій. Месники створюють пілотованих роботів, мехів, здатних протистояти загрозі, але гинуть. Герої, що вижили, серед яких Сем Вілсон, Моніка Рамбо, Бакі Барнс, Марк Спектор, Олексій Шостаков, Меліна Востокова, Сюй Шан-Чі та Накія, зрештою долають так званих гамма-монстрів, але Апекс зникає. Коли Апекс знову з'являється, Вілсон звертається за допомогою до Беннера, який живе на віддаленому острові в покинутому літаку з атомною бомбою на борту. Беннер відмовляється допомагати, бо боїться зробити все ще гірше. Але він дає Вілсону протокол для мехів, який він спочатку створив, щоб зупинити Галка. Використовуючи протокол, мехи героїв об'єднуються в одного потужного робота, але Апекс все одно надто сильний. Беннер вирішує допомогти команді та підриває бомбу, щоб поглинути її енергію та стати Мега Галком, схожим на Ґодзіллу. Він убиває Апекса та очолює його армію. Вілсон виходить поговорити з ним і нагадує, що завжди бачив у Беннері друга. Це спонукає Беннера приборкати лють і вирушити разом з монстрами на свій острів. | |                             |                                         |                         |
| 2 | «А що як... Агата пішла б до Голлівуду?» «What If... Agatha Went to Hollywood?»                                       | Браян Ендрюс                | Браян Ендрюс, Метью Чонсі та Раян Літтл | 23 грудня 2024          |
| Агата Гаркнесс планує виконати магічний ритуал, щоб поглинути силу небожителя Тіамута, котрий росте в ядрі Землі. Для цього вона стала актрисою Золотого віку Голлівуду та знімається у фільмі Говарда Старка. Агата просить Старка залучити до знімання Кінго, останнього Вічного, щоб її заклинання спрацювало, оскільки силу інших Вічних вона вже забрала. Кінго вирішує допомогти їй, щоб врятувати світ від пробудження Тіамута. За це Агата обіцяє звільнити решту Вічних після завершення ритуалу. Головний небожитель Арішем, дізнавшись про це, вирішує знищити Землю. Агата й Кінго просять Старка негайно провести дознімання в обсерваторії, де під виглядом декорацій буде намальовано магічні символи для ритуалу. Старк зовсім не здивований, бачачи в цьому лише нагоду заощадити на спецефектах. Агата поглинає силу Тіамута, ставши небожителькою, коли прибуває Арішем. Але вона хитрим способом створює закляття, що поглинає і його силу. Розуміючи, що Агата спокусилася здобутою силою і захоче всіх поневолити, Кінго переконує її стати знову людиною, щоб завоювати любов людей акторською майстерністю. Агата погоджується і звільняє Вічних, як і обіцяла. Під час прем'єри фільму «Космічна королева» Кінго зазначає, що поразка Арішем привернула увагу інших небожителів. Як запевняє у відповідь Агата, це можна «лишити для продовження». | |                             |                                         |                         |
| 3 | «А що як... Червоний Вартовий зупинив би Зимового Солдата?» «What If... the Red Guardian Stopped the Winter Soldier?» | Браян Ендрюс                | A. C. Бредлі                            | 24 грудня 2024          |
| У 1991 році Олексія Шостакова (Червоного Вартового) та Бакі Барнса (Зимового солдата) відправляють перехопити ящик у Говарда та Марії Старк. У ящику міститься сироватка, яка перетворила Стіва Роджерса на Капітана Америку. Шостаков не дозволяє Барнсу вбити Говарда й Марію, тому їм дістається лише одна ампула сироватки. Через це їм відмовляють у евакуації і обом доводиться вибиратися самотужки. Для цього вони вистежують у Лас-Вегасі «Туру», який виявляється Обадією Стейном, що й замовив викрадення сироватки (на розчарування Червоного Вартового, бо Стейн капіталіст). Дрейков таємно наказує Барнсу вбити Шостакова. Але Стейн намагається вбити їх разом. Барнс викидає Стейна з вікна, після чого Червона Кімната надсилає своїх бійців. Шостаков лишається вражений тим, що комуністи співпрацюють з американцями, і вирішує відректися від служби їм. Барнс виграє час для втечі Шостакова, який знищує ампулу з сироваткою. Через деякий час Барнса повертають на базу Гідри в Сибіру, де він каже Дрейкову, що Шостаков мертвий. Тим часом Фостер звертається до Шостакова і пропонує йому приєднатися до американських супергероїв. Через 21 рік Шостаков бореться пліч-о-пліч із Месниками в битві за Нью-Йорк. | |                             |                                         |                         |
| 4 | «А що як... Качка Говард одружився б?» «What If... Howard the Duck Got Hitched?»                                      | Стефан Франк                | Браян Ендрюс, Метью Чонсі та Раян Літтл | 25 грудня 2024          |
| Під час вечірки Тора на Землі, Качка Говард одружується з Дарсі Льюїс, і у них народжується яйце. Згодом пару запрошують у міжгалактичний круїз Гросмейстера, який намагається з'їсти яйце, перш ніж викрадає Удонта Йонду. Поки пара розшукує яйце, Нік Ф'юрі та Філ Коулсон пояснюють, що, оскільки їхня дитина народилася під час рідкісного вирівнювання Дев'яти сфер під назвою Конвергенція, вона приречена на великі справи. Тому її бажають поставити собі на службу різні організації. Йонду доставляє яйце містику Кецилію, який вбиває його та намагається вселити в яйце свого господаря Дормамму. Агенти Щ. И.Т.а прагнуть захопити яйце, коли Говард і Дарсі нарешті знаходять його та тікають до Йотунгейму, переслідувані Локі. Однак Лауфей, Малекіт, Зевс і Танос з його Чорним Орденом також шукають яйце, і починається нова гонитва. Коли Говард і Дарсі загнані в кут, яйце раптово випромінює потужну енергією, що зупиняє переслідувачів. З нього вилуплюється гібрид людини та качки, якого батьки називають Берді. Ф'юрі визнає, що дитина повинна бути з батьками, і дозволяє їм повернутися додому. | |                             |                                         |                         |
| 5 | «А що як... Поява зруйнувала б Землю?» «What If... the Emergence Destroyed the Earth?»                                | Стефан Франк                | Браян Ендрюс, Метью Чонсі та Раян Літтл | 26 грудня 2024          |
| В альтернативному світі Тіамут вилупився з Землі до того, як Вічні встигли б йому завадити. Земля розкололася, а Квентін Бек (Містеріо) захопив Stark Industries, створивши армію дронів під назвою Залізна Федерація, що тримає під контролем залишки людства. Рірі Вільямс (Залізне Серце) завербовано Вонгом, Окойє, Валькірією та Ін Нан, щоб приєднатися до їхнього «Альянсу». Після перемоги над лейтенантом Бека, Білим Віженом, Рірі зливається з його тілом, ставши гібридом людини й синтета. Поки Альянс стримує Залізну Федерацію, вона проникає на базу Бека. Диктатор заманює її в пастку, де пояснює, що керує її розумом за допомогою нанороботів. Бек прагне викрасти тіло Рірі, щоб стати безсмертним, але нанороботи вбивають його. Рірі тікає, та скоро усвідомлює, що досі перебуває в ілюзіях і все, що сталося на базі, було галюцинацією. Бачачи це, Спостерігач втручається й закликає Рірі не здаватися. Новоздобутими силами напівсинтетичного тіла вона забирає нанороботів з Бека та проєктує логотип Месників у небі, щоб дати надію людям. Бек помирає, його антиутопічна імперія руйнується. В іншому місці на Спостерігача дивляться ще троє Спостерігачів, які незадоволені тим, що він втручається у справи людей. | |                             |                                         |                         |
| 6 | «А що як... 1872?» «What If... 1872?»                                                                                 | Стефан Франк і Браян Ендрюс | Браян Ендрюс, Метью Чонсі та Раян Літтл | 27 грудня 2024          |
| У 1860-х роках сестра Шан-Чі, Сюй Сялін, втекла до Америки в пошуках кращого життя, але стала жертвою плану Каптура поневолити китайських іммігрантів, щоб вони працювали на нього. У 1872 році Сюй Шан-Чі шукає свою сестру разом з Кейт Бішоп, яка хоче помститися Каптуру за вбивство її сім'ї. Вони знаходять зруйноване містечко та зустрічають хлопчика Квай Джун-Фана, який стверджує, що це зробив Каптур. Шан-Чі, Бішоп і Джун-Фан знаходять поїзд-привид Каптура і сідають у нього, де виявляють, що він перевозить зброю, вкрадену у Тоні Старка. Зниклим імігрантам промила мізки агентка Каптура, Сонні Берч. Спостерігач допомагає Джун-Фану вижити під час бійки проти охоронців, а Шан-Чі та Бішоп доставляють до Каптура, яким виявляється Сюй Сялін, яка вбила справжнього Каптура та посіла його місце. Берч зізнається у вбивстві батьків Бішоп та намагається промити їй мізки, поки Джун-Фан звільняє в’язнів і дозволяє Бішоп нокаутувати Берча. Шан-Чі відмовляється битися проти Сялін, але й не бажає ставати на її бік. Тоді Бішоп убиває Сялін. Пізніше пара спостерігає за Джун-Фаном разом із імігрантами та їде на захід сонця. Згодом Спостерігача відвідують інші троє Спостерігачів і атакують за втручання в історію. Внаслідок цього осколки їхньої обсерваторії розлітаються Мультивсесвітом. | |                             |                                         |                         |
| 7 | «А що як... Спостерігач зник би?» «What If... the Watcher Disappeared?»                                               | Стефан Франк і Браян Ендрюс | Браян Ендрюс, Метью Чонсі та Раян Літтл | 28 грудня 2024          |
| У п'ятому вимірі Спостерігач постає перед судом своїх колег: Преосвященства, Втілення і Ката. В той час капітан Пеггі Картер очолює команду, що складається з Кагорі, дорослої Берді та Бурі з молотом Тора. Вони перешкоджають міжвимірному пожирачу світів напасти на Землю-625. Картер та її команда помічають три осколки з обсерваторії Спостерігача та розуміють, що йому потрібна допомога. Після того, як їхні дві спроби використати осколки зазнали невдачі, Пеггі пропонує звернутися по допомогу до Альтрона Нескінченності, ув'язненого у знищеному ним світі. Не отримавши підтримки, вона самовільно користується кораблем Канга Завойовника, щоб домовитися з Альтроном. Кагорі, Берді та Буря вирушають навздогін і бачать, що Пеггі зникла. Альтрон пояснює, що він розкаявся і зрозумів: мир не має сенсу без життя. Але Пеггі викрали Спостерігачі, і Альтрон погоджується допомогти. Він поглинає останній осколок обсерваторії і переносить героїнь до п'ятого виміру. | |                             |                                         |                         |
| 8 | «А що як... А що як?» «What If... What If?»                                                                           | Браян Ендрюс                | Браян Ендрюс, Метью Чонсі та Раян Літтл | 29 грудня 2024          |
| У спогаді Спостерігач на ім'я Уату приймає присягу, що спостерігатиме за Мультивсесвітом. У сьогоденні Спостерігач постає перед судом Преосвященства, Втілення і Ката за його неодноразові втручання в розвиток подій. Найбільшим його злочином судді визнають допомогу Пеггі Картер і виносять вирок — знищити її. Героїні тим часом вирішують заманити Спостерігачів до світу, відродженого Верховним Стренджем, де ті не матимуть сили. Спостерігача та Картер рятує Альтрон, який жертвує собою, щоб виграти їм час для втечі. Спостерігач і героїні летять на кораблі, який троє інших Спостерігачів знищують біля пустельної планети. Спостерігачі протистоять їм на планеті та майже перемагають. Тоді Спостерігач називає себе справжнім іменем, Уату, та радить героїням прийняти від нього присягу. Вони приймають силу Спостерігачів і стають у змозі битися на рівних. Спостерігачі об'єднуються, щоб стерти їх з існування у всіх світах. Однак, Пеггі Картер силою своєї волі переносить Спостерігачів до світу Верховного Стренджа і гине. Стрендж, який створив із себе власний світ, позбавляє сили Преосвященство, Втілення і Ката. Спостерігач переконує тріо, що за Мультивсесвітом потрібно доглядати, а не просто дивитися на події. Вони погоджуються, що Спостерігач правий. Спостерігач запрошує Кахорі, Берді та Шторм приєднатися до нього з метою наглядати за Мультивсесвітом. Наостанок він замислюється про можливість життя після смерті й робить висновок, що відповіддю є питання: «А що як?». | |                             |                                         |                         |

## Виробництво

### Розробка
У вересні 2018 року з'явилися повідомлення про те, що Marvel Studios розробляє кілька телесеріалів для сервісу потокового мовлення Disney+; президент Marvel Studios Кевін Файгі прийняв керівництво по виробництву проєкта, зосередивши увагу на акторах, які знову виконають ролі своїх персонажів з фільмів кіновсесвіту. У березні 2019 року стало відомо, що Marvel Studios планує створити анімаційний серіал, оснований на лінійці коміксів What If…?. Мультсеріал-антологія буде спродюсований Файгі та розповість, як склався б кіновсесвіт, якби деякі події склалися інакше. Наприклад, якби молот Мйольнір підійняв не Тор, а Локі. Актори фільмів кіновсесвіту повернуться для озвучування своїх персонажів і в анімаційному серіалі. У квітні 2019 року Disney і Marvel офіційно анонсували проєкт.
Виконавчими продюсерами серіалу є Віндербаум, Файгі, Луїс Д'Еспозіто, Вікторія Алонсо, Ендрюс і Бредлі, а продюсером — Керрі Вассенаар. У грудні 2019 року Файгі повідомив, що перший сезон буде складатися з 10 серій, і що робота над другим сезоном з 10 серій вже почалася. Однак через затримки у виробництві, викликаних пандемією COVID-19, десятий епізод першого сезону ні завершений вчасно і перенесений на другий сезон; другий сезон також був скорочений до дев'яти епізодів. Тривалість епізодів становить приблизно 30 хвилин.

### Сценарій
Під час оголошення серіалу Файгі пояснив, що він візьме «ключові моменти» з усією КВМ і змінить їх. Наприклад, в першому епізоді Пеґґі Картер приймає сироватку суперсолдата замість Стіва Роджерса. Ешлі С. Бредлі виступить головним сценаристом мультсеріалу. Виконавча продюсерка Вікторія Алонсо сказала, що серіал був можливістю привнести більше різноманітности в КВМ і скористатися перевагами більше 6000 персонажів, до яких мала доступ Marvel Studios. Сценаристи спочатку не були впевнені, чи дозволять їм використовувати Людини-павука в серіалі через права лише на ігровий фільм, що належать Sony Pictures, і в кінцевому підсумку їм було дозволено використовувати його. Усталені персонажі Marvel Comics, які повинні з'явитися в КВМ, не представлені в серіалі, але сценаристи розглядали можливість створення нових персонажів, якщо це допоможе історії. Перш ніж розглянути сценарії «А що як…?» для серіалу, сценаристи вивчили всіх героїв КВМ, щоб визначити, «що рухає ними», щоб створювати історії, які будуть досліджувати «героя за щитом», а також забезпечувати наявність сюжетного потенціалу за межами підбурювання до зміни «А що як…?». Бредлі описала баланс серіалу між вивченням персонажів і дією як «„Міцний горішок“ (1988) зустрічає Веса Андерсона».
Ешлі С. Бредлі виступає в якості головної сценаристки серіалу, а Меттью Чонсі — редактора сюжету. Було задумано 30 потенційних епізодів, сценарії до яких написали Бредлі, Ендрюс, Віндербаум, Чонсі, молодший виконавчий директор Симон Папареллі і сценарний координатор Раян Літтл, і при цьому комікси «What If …?» послужили натхненням для потенційних сюжетних моментів. Файгі вибрав свої улюблені концепції епізодів з 30 варіантів, які потім були звужені, щоб отримати 10 епізодів для першого сезону.
Спочатку Бредлі представила епізод, в якому Джейн Фостер повинна була стати Тором, але від цієї ідеї відмовилися через те, що в фільмі «Тор: Кохання та грім» (2022), вона стала Могутнім Тором. Після того, як один з чуток невірно заявив, що кожен епізод буде присвячений одному фільму з Саги Нескінченності, Бредлі пояснила, що в кожному епізоді буде представлено кілька фільмів і персонажів, з наміром показати більшість персонажів з усіх фільмів протягом першого сезону. Бредлі заявила, що тон кожного епізоду буде відрізнятися, причому деякі з них будуть або темніше, або світліше, ніж фільми КВМ, з деякими «прямими трагедіями». Наприклад, один епізод — це політичний трилер, епізод зі Стівеном Стрендж — «похмура … трагічна історія кохання», в той час як інший дозволив Бредлі «байдикувати» і черпати натхнення з фільмів, які їй подобалися в дитинстві, таких як «Не можу дочекатися» (1998) і фільмів із серії National Lampoon. Інший епізод, оснований на Аґаті Крісті, відбувається «в цій неясною деталі» під час подій Великої тижні Ф'юрі які раніше були зображені в однойменному коміксі КВМ.

### Озвучування

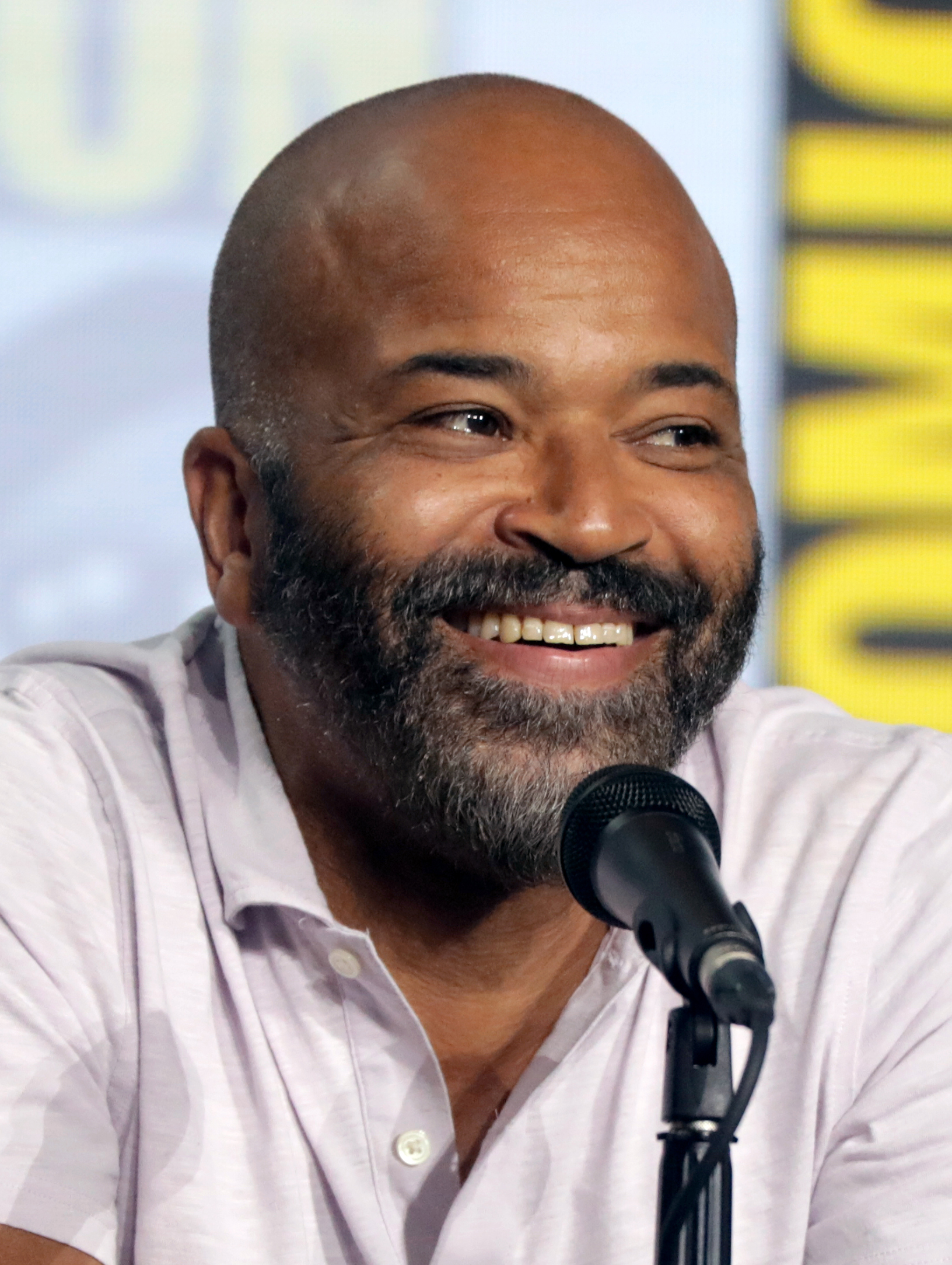
Джеффрі Райт озвучує Спостерігача в «А що як…?»

План Marvel для мультсеріалу полягав у тому, щоб актори, що грали персонажів у фільмах КВМ, повторили свої ролі в ньому. У серпні 2019 року Гейлі Етвел розкрила, що процес озвучення анімаційного серіалу почався і що вона вже записала свій голос для Пеґґі.
На San Diego Comic-Con в липні 2019 року Файгі розкрив список акторів, в який входили Майкл Б. Джордан (Кіллмонґер), Себастіан Стен (Джеймс «Бакі» Барнс), Джош Бролін (Танос), Марк Руффало (Брюс Беннер), Том Гіддлстон (Локі), Семюел Л. Джексон (Нік Ф'юрі), Кріс Гемсворт (Тор), Гейлі Етвелл (Пеґґі Картер), Чедвік Бовзман (Т'Чалла), Карен Гіллан (Небула), Джеремі Реннер (Клінт Бартон), Пол Радд (Скотт Ленґ), Майкл Дуґлас (Генк Пім), Ніл Макдонаф (Дум-Дум Дуган), Домінік Купер (Говард Старк), Шон Ґанн (Краґлін Обфонтері), Наталі Портман (Джейн Фостер), Девід Дастмалчян (Курт), Стенлі Туччі (Абрахам Ерскін), Тайка Вайтіті (Корґ), Тобі Джонс (Арнім Зола), Джимон Гонсу (Корат Обвинувач), Джефф Ґолдблюм (Ґрандмастер), Майкл Рукер (Йондо Удонта) і Кріс Салліван (Рилошквар). Файгі також оголосив, що Джеффрі Райт отримав роль Спостерігача, який виступає оповідачем в серіалі. Ґолдблюм пізніше вказав в листопаді, що Роберт Дауні-мол. повернеться до ролі Тоні Старка в серіалі. У січні 2021 Френк Ґрілло підтвердив, що працював над серіалом, знову виконавши свою роль Брока Рамлов. До липня 2021 року з'ясувалося, що Сет Грін знову озвучує Качку Говарда, в той час як «Variety» повідомило, що кілька персонажів, такі як Тоні Старк та Стів Роджерс, будуть озвучені іншими акторами, а не тими, які грали їх в фільмах КВМ.
Запис голосів для серіалу почалася в серпні 2019 року і тривала до початку 2020 року. Виробництво тривало віддалено під час пандемії COVID-19, при цьому робота на майданчику Walt Disney Studios була припинена. Додаткові записи голосів були заплановані на лютий 2021 року.

### Анімація
Стефан Франк виступає в якості глави анімації в серіалі, в якому використовується сіл-шейдінговий стиль анімації, і образи персонажів засновані на акторів, які виконують ці ролі в фільмах. Раян Майндінґ, керівник відділу візуального розвитку Marvel Studios, працював з Браяном Ендрюсом, щоб знайти анімаційний стиль для серіалу, який Бредлі описала як «кінематографічний стиль». Бредлі додала, що Marvel «намагається використовувати кольорову палітру, освітлення, [і] дизайн персонажів, щоб розповісти якомога більше історії», як це роблять в ігровому фільмі. Алонсо сказала, що навколишнє середовище анімації дозволила Marvel Studios працювати з новими компаніями в усьому світі. Squeeze зробила анімацію для п'яти епізодів першого сезону, а Flying Bark Productions зробила анімацію ще для трьох епізодів.
Грем Фішер і Джоел Фішер виступають в якості монтажерів в серіалі.

### Музика
До жовтня 2020 року Лаура Карпман була призначена композиторкою серіалу.

## Випуск
Перший сезон «А що як…?» дебютував на Disney+ 11 серпня 2021 року і складається з 9 епізодів, кожен з яких пов'язаний з одним або декількома фільмами «Саги Нескінченности». Нові серії будуть виходити щотижня. Другий сезон також буде складатися з 9 епізодів.

### Рекламна кампанія
Ролик з першого епізоду мультсеріалу показали на форумі D23 Expo. Нові кадри з мультсеріалу увійшли в ролик «Розширення всесвіту», що вийшов на сервісі Disney+ 12 листопада 2019 року. Перший трейлер вийшов у грудні 2020 року. Ґрунтуючись на трейлері, Джеймс Вітбрук з io9 вважає, що серіал «виглядає чудово». Кріс Еванджеліста з /Film також подумав, що він виглядає «бісівське круто», і відчув, що «А що як…?» є хорошим «приводом, щоб по суті підірвати КВМ, яким ми його знаємо, і розповісти абсолютно нові, дивніші історії, які ніколи не отримають своїх власних художніх фільмів». Петран Радулович з Polygon відчула, що трейлер показав «повний масштаб [оповідних] можливостей». Розширений огляд першого епізоду серіалу показали під час панелі «Жінки в анімації» на Міжнародному фестивалі анімаційних фільмів в Ансі в червні 2021 року. Також в цьому місяці Hyundai Motor Company в партнерстві з Marvel Studios провела маркетингову кампанію з просування Hyundai Tucson разом з серіалами «А що як…?», «ВандаВіжен», «Сокіл та Зимовий солдат» і «Локі». Рекламні ролики були створені компанією Marvel і повинні були розповісти історію, дія якої відбувається в рамках розповіді серіалу.
Офіційний трейлер і постер до першого сезону вийшли 8 липня 2021 року. Нік Романо з «Entertainment Weekly» порахував, що вони надали більше інформації про різні історії формату «А що як…?», які вивчатиме серіал, і сказав, що його треба буде «точно дивитися» разом з фільмами КВМ, які також будуть досліджувати мультивсесвіт, як наприклад «Людина-павук: Немає шляху додому» (2021) і «Доктор Стрендж: В мультивсесвіті божевілля» (2022). Гаїм Ґартенберґ з «The Verge» назвав трейлер «найкращим на сьогоднішній день поглядом» на серіал. Рейчел Лабонте з Screen Rant сказала, що трейлер був «дикою поїздкою», у якій відчувалося, що «майже кожен персонаж КВМ, якого можна собі уявити, миготить хоча б на кілька секунд, і ясно, що попереду ще багато захопливих історій». Ванесса Армстронґ з /Film сказала, що вона не була прихильницею анімації, але, подивившись трейлер, порахувала, що «А що як…?» «переконає багатьох людей [таких, як вона], які чинять опір анімації». Армстронґ була «захоплена побачити, як розвиваються ці різні реальності», і зазначила вражаючу кількість контенту і питань, які були задані в трейлері. Три епізоди серіалу «Marvel Studios: Легенди» вийдуть 4 серпня 2021 року, де будуть досліджені Пеґґі Картер, Ініціатива «Месники» і Спустошувачі, використовуючи відео з їх появою в фільмах КВМ.
У січні 2021 року Marvel оголосила про свою програму «Marvel Must Haves», яка показує нові іграшки, ігри, книги, одяг, домашній декор і інші товари, пов'язані з кожним епізодом «А що як…?» після виходу епізоду. У липні 2021 року було представлено набори Funko Pops і Lego, засновані на серіалі.

## Сприйняття

### Оцінки критиків
Вебсайт агрегатора оглядів Rotten Tomatoes повідомляє рейтинг схвалення 94 % із середнім рейтингом 7,90/10 на основі 103 відгуків за перший сезон. Критичний консенсус звучить так: «А що як…? …? може не додати багато чого до КВМ, але дивовижні враження від улюблених героїв і деяких найкращих екшн сценах у всій франшизі приваблюють». Metacritic, використовуючи середньозважену оцінку, присвоїв оцінку 67 із 100 на основі 8 критиків за перший сезон, вказавши «загалом сприятливі відгуки».
Ліз Шеннон Міллер з Collider, переглядаючи перші три епізоди, відчула, що серіал виправдав обіцянку показати «абсолютно свіжі, але звичні спіни» КВМ. Щодо анімації, то Міллер відчувала, що їй часом «бракує глибини», і хотіла, щоб різні стилі відповідали кожній розповіді; послідовності дій були «чудово виконані, з додатковим відтінком коміксів, щоб підкреслити реальність шоу, підсилюючи всю естетику».
Після виходу фіналу першого сезону «Локі», Шанія Рассел у /Film замислилася, а «А що як…?» матиме більшу роль у майбутньому КВМ, ніж очікувалося раніше. Беручи до уваги коментарі Тома Гіддлстона про те, що серіал встановить аспекти майбутнього КВМ, Рассел висловив думку, «А що як…?» «Можливо, не існувало б ізольовано», як вважалося раніше, і що представлені різні гіпотетичні теорії «заглянули б в альтернативні всесвіти, на альтернативних часових шкалах» новоствореного мультивсесвіту, що могло вплинути на майбутні проєкти КВМ.

## Документальний випуск
У лютому 2021 року був анонсований документальний цикл «Marvel Studios: Загальний збір». Спеціальний показ цього серіалу «Загальний збір: Створення „А що як…?“», розповідає про лаштунки створення анімаційного серіалу, його випуск відбудеться на Disney+ 27 жовтня 2021 р.

## Майбутнє
Віндербаум зауважив, що варіанти героїв серіалу можуть з'явитися у фільмах, вказуючи на той факт, що концепції «А що як…?» з коміксів Marvel зрештою пробилися до основної безперервності коміксів. Ендрюс особливо зацікавився франшизою фільмів у реальному часі за участю Гейлі Етвелл у ролі Капітана Картера. У сегменті «Слух тижня» шоу «The DisInsider Show» з'явилося повідомлення, що Капітан Картер, альтернативна версія Пеґґі Картер, дебютує у фільмі «Доктор Стрендж у мультивсесвіті божевілля» з маленькою ролю.